# Campeonato Brasileiro de Futebol de 2006 - Série A
A Série A do Campeonato Brasileiro de Futebol de 2006 foi a 51.ª edição do principal torneio de futebol brasileiro e teve como campeão o São Paulo, que não conquistava o título desde 1991. A equipe são-paulina venceu 22 jogos e perdeu apenas quatro, com um aproveitamento de 68,4%. 
O vice-campeão foi o Internacional, que venceu a Libertadores de 2006 que então deu a vaga ao 5º colocado. Outro time do Rio Grande do Sul acabou indo bem no campeonato, foi o Grêmio que veio direto da Série B e conseguiu ficar em 3º lugar, alcançando uma vaga na Libertadores de 2007. Pela primeira vez na história, a dupla Grenal esteve junta na Libertadores. 
Outro destaque foi o Santos que havia sido campeão dois anos antes e conseguiu ficar com uma vaga na Libertadores. A surpreendente campanha do Paraná fez o clube se classificar para sua primeira Libertadores. 
Alguns pontos negativos foram a ausência do Atlético Mineiro, campeão em 1971; e do Coritiba, campeão brasileiro de 1985, que haviam sido rebaixados para a Série B em 2005.

## Regulamento
A Série A é disputada por 20 clubes em dois turnos. Em cada turno, todos os times jogam entre si uma única vez. Não há campeões por turnos, sendo declarado campeão brasileiro o time que obtiver o maior número de pontos após as 38 rodadas. Os cinco primeiros colocados garantem vaga na Copa Libertadores da América de 2007. Os quatro últimos times (os que tiverem conseguido menos pontos) foram rebaixados para a disputa do Campeonato Brasileiro da Série B em 2007. Os quatro primeiros colocados da Série B foram promovidos para a disputa da Série A em 2007.

### Critérios de desempate
Para o desempate entre duas ou mais equipes seguirá a ordem definida abaixo:
1. Número de vitórias;
2. Saldo de gols;
3. Gols pró;
4. Confronto direto (apenas entre duas equipes);
5. Sorteio.

## Participantes
| Equipe              | Cidade             | Estado | Em 2005      | Estádio             | Títulos                                        |
| ------------------- | ------------------ | ------ | ------------ | ------------------- | ---------------------------------------------- |
| Atlético Paranaense | Curitiba           | PR     | 6º           | Arena da Baixada    | 2001                                           |
| Botafogo            | Rio de Janeiro     | RJ     | 9º           | Maracanã            | 1968, 1995                                     |
| Corinthians         | São Paulo          | SP     | Campeão      | Pacaembu            | 1990, 1998, 1999, 2005                         |
| Cruzeiro            | Belo Horizonte     | MG     | 8º           | Mineirão            | 1966, 2003                                     |
| Figueirense         | Florianópolis      | SC     | 16º          | Orlando Scarpelli   | 0 (não possui)                                 |
| Flamengo            | Rio de Janeiro     | RJ     | 15º          | Maracanã            | 1980, 1982, 1983, 1992                         |
| Fluminense          | Rio de Janeiro     | RJ     | 5º           | Maracanã            | 1970, 1984                                     |
| Fortaleza           | Fortaleza          | CE     | 13º          | Castelão            | 0 (não possui)                                 |
| Goiás               | Goiânia            | GO     | 3º           | Serra Dourada       | 0 (não possui)                                 |
| Grêmio              | Porto Alegre       | RS     | 1º (Série B) | Olímpico            | 1981, 1996                                     |
| Internacional       | Porto Alegre       | RS     | 2º           | Beira-Rio           | 1975, 1976, 1979                               |
| Juventude           | Caxias do Sul      | RS     | 14º          | Alfredo Jaconi      | 0 (não possui)                                 |
| Palmeiras           | São Paulo          | SP     | 4º           | Palestra Itália     | 1960, 1967, 1967, 1969, 1972, 1973, 1993, 1994 |
| Paraná              | Curitiba           | PR     | 7º           | Durival Britto      | 0 (não possui)                                 |
| Ponte Preta         | Campinas           | SP     | 18º          | Moisés Lucarelli    | 0 (não possui)                                 |
| Santa Cruz          | Recife             | PE     | 2º (Série B) | Arruda              | 0 (não possui)                                 |
| Santos              | Santos             | SP     | 10º          | Vila Belmiro        | 1961, 1962, 1963, 1964, 1965, 1968, 2002, 2004 |
| São Caetano         | São Caetano do Sul | SP     | 17º          | Anacleto Campanella | 0 (não possui)                                 |
| São Paulo           | São Paulo          | SP     | 11º          | Morumbi             | 1977, 1986, 1991                               |
| Vasco da Gama       | Rio de Janeiro     | RJ     | 12º          | São Januário        | 1974, 1989, 1997, 2000                         |

## Classificação
| Pos. | Equipes             | P  | J  | V  | E  | D  | GP | GC | SG  | %  | Classificação ou rebaixamento              |
| ---- | ------------------- | -- | -- | -- | -- | -- | -- | -- | --- | -- | ------------------------------------------ |
| 1    | São Paulo           | 78 | 38 | 22 | 12 | 4  | 66 | 32 | +34 | 68 | Segunda fase da Copa Libertadores de 20071 |
| 2    | Internacional       | 69 | 38 | 20 | 9  | 9  | 52 | 36 | +16 | 61 | Segunda fase da Copa Libertadores de 20071 |
| 3    | Grêmio              | 67 | 38 | 20 | 7  | 11 | 64 | 45 | +19 | 59 | Segunda fase da Copa Libertadores de 20071 |
| 4    | Santos              | 64 | 38 | 18 | 10 | 10 | 58 | 36 | +22 | 56 | Primeira fase da Copa Libertadores de 2007 |
| 5    | Paraná              | 60 | 38 | 18 | 6  | 14 | 56 | 49 | +7  | 53 | Primeira fase da Copa Libertadores de 2007 |
| 6    | Vasco da Gama       | 59 | 38 | 15 | 14 | 9  | 57 | 50 | +7  | 52 | Copa Sul-Americana de 2007                 |
| 7    | Figueirense         | 57 | 38 | 15 | 12 | 11 | 52 | 44 | +8  | 50 | Copa Sul-Americana de 2007                 |
| 8    | Goiás               | 55 | 38 | 15 | 10 | 13 | 63 | 49 | +14 | 48 | Copa Sul-Americana de 2007                 |
| 9    | Corinthians         | 53 | 38 | 15 | 8  | 15 | 41 | 46 | -5  | 46 | Copa Sul-Americana de 2007                 |
| 10   | Cruzeiro            | 53 | 38 | 14 | 11 | 13 | 52 | 45 | +7  | 46 | Copa Sul-Americana de 2007                 |
| 11   | Flamengo            | 52 | 38 | 15 | 7  | 16 | 44 | 48 | -4  | 46 | Segunda fase da Copa Libertadores de 20071 |
| 12   | Botafogo            | 51 | 38 | 13 | 12 | 13 | 52 | 50 | +2  | 45 | Copa Sul-Americana de 2007                 |
| 13   | Atlético Paranaense | 48 | 38 | 13 | 9  | 16 | 61 | 62 | -1  | 42 | Copa Sul-Americana de 2007                 |
| 14   | Juventude           | 47 | 38 | 13 | 8  | 17 | 44 | 54 | -10 | 41 |                                            |
| 15   | Fluminense          | 45 | 38 | 11 | 12 | 15 | 48 | 58 | -10 | 39 |                                            |
| 16   | Palmeiras           | 44 | 38 | 12 | 8  | 18 | 58 | 70 | -12 | 39 |                                            |
| 17   | Ponte Preta         | 39 | 38 | 10 | 9  | 19 | 45 | 65 | -20 | 34 | Rebaixados à Série B de 2007               |
| 18   | Fortaleza           | 38 | 38 | 8  | 14 | 16 | 39 | 62 | -23 | 33 | Rebaixados à Série B de 2007               |
| 19   | São Caetano         | 36 | 38 | 9  | 9  | 20 | 37 | 53 | -16 | 32 | Rebaixados à Série B de 2007               |
| 20   | Santa Cruz          | 28 | 38 | 7  | 7  | 24 | 41 | 76 | -35 | 25 | Rebaixados à Série B de 2007               |

1Internacional e Flamengo tinham vaga garantida Libertadores 2007 por serem campeões da Libertadores 2006 e da Copa do Brasil de 2006, respectivamente. Além disso, o São Paulo, por ser campeão, ganhava o direito de participar da Copa Sul-Americana de 2007.

## Confrontos
|     | ATP | BOT | COR | CRU | FIG | FLA | FLU | FOR | GOI | GRE | INT | JUV | PAR | PAL | PON | SCR | SAN | SCA | SPA | VAS |
| --- | --- | --- | --- | --- | --- | --- | --- | --- | --- | --- | --- | --- | --- | --- | --- | --- | --- | --- | --- | --- |
| ATP |     | 0–5 | 1–2 | 1–1 | 1–4 | 1–0 | 1–2 | 0–0 | 2–3 | 2–3 | 1–2 | 1–0 | 4–0 | 2–0 | 3–0 | 2–1 | 2–1 | 3–1 | 0–0 | 6–4 |
| BOT | 0–4 |     | 0–0 | 1–0 | 2–3 | 0–2 | 2–1 | 1–0 | 2–2 | 2–2 | 0–1 | 2–1 | 4–0 | 1–3 | 4–1 | 3–0 | 4–3 | 2–1 | 1–1 | 4–1 |
| COR | 2–1 | 1–0 |     | 1–0 | 1–3 | 0–2 | 1–1 | 2–2 | 0–1 | 0–2 | 0–1 | 5–3 | 1–0 | 1–0 | 1–0 | 1–0 | 0–3 | 3–0 | 1–3 | 1–1 |
| CRU | 1–1 | 3–1 | 2–0 |     | 2–2 | 2–1 | 2–3 | 0–0 | 0–0 | 3–1 | 2–1 | 2–0 | 2–2 | 1–0 | 5–1 | 3–3 | 1–1 | 3–0 | 2–2 | 2–1 |
| FIG | 3–3 | 1–0 | 0–0 | 0–2 |     | 1–1 | 1–0 | 0–0 | 2–2 | 2–0 | 1–0 | 1–0 | 0–1 | 6–1 | 2–1 | 2–0 | 2–1 | 1–1 | 0–2 | 0–0 |
| FLA | 1–0 | 1–0 | 3–0 | 1–0 | 0–2 |     | 4–1 | 0–0 | 1–0 | 1–0 | 1–2 | 3–1 | 1–4 | 2–1 | 0–0 | 1–1 | 2–2 | 4–1 | 1–1 | 0–1 |
| FLU | 1–2 | 1–1 | 1–2 | 1–0 | 2–0 | 1–0 |     | 1–3 | 1–0 | 1–2 | 2–3 | 3–2 | 2–1 | 1–1 | 0–0 | 1–1 | 1–0 | 2–2 | 1–2 | 1–1 |
| FOR | 3–4 | 2–3 | 0–4 | 0–2 | 1–1 | 3–4 | 2–5 |     | 0–3 | 1–0 | 1–2 | 4–1 | 1–1 | 0–0 | 1–0 | 1–4 | 1–1 | 2–1 | 1–0 | 1–1 |
| GOI | 2–2 | 2–2 | 3–1 | 2–3 | 2–1 | 0–1 | 3–1 | 1–1 |     | 4–0 | 2–2 | 2–0 | 1–2 | 1–3 | 3–0 | 5–3 | 0–0 | 2–1 | 0–2 | 2–0 |
| GRE | 2–0 | 4–0 | 2–0 | 2–1 | 1–2 | 3–0 | 4–4 | 4–1 | 2–0 |     | 0–1 | 1–0 | 2–1 | 2–1 | 4–0 | 3–1 | 1–0 | 1–1 | 1–1 | 1–2 |
| INT | 2–0 | 0–0 | 1–1 | 1–1 | 2–4 | 1–0 | 2–0 | 3–0 | 1–4 | 0–0 |     | 1–0 | 3–2 | 1–1 | 2–0 | 1–0 | 0–0 | 1–0 | 3–1 | 1–2 |
| JUV | 3–2 | 1–0 | 0–0 | 2–0 | 1–0 | 1–0 | 1–1 | 2–2 | 1–1 | 1–2 | 2–0 |     | 1–0 | 3–2 | 0–1 | 4–1 | 3–2 | 1–0 | 1–1 | 0–0 |
| PAR | 2–1 | 0–0 | 1–2 | 1–0 | 0–0 | 0–2 | 1–0 | 2–0 | 1–0 | 5–2 | 1–0 | 0–1 |     | 4–2 | 2–1 | 3–0 | 1–1 | 1–0 | 0–0 | 2–1 |
| PAL | 2–2 | 2–1 | 1–0 | 1–1 | 1–1 | 3–1 | 3–0 | 3–0 | 1–3 | 0–1 | 1–4 | 1–1 | 4–2 |     | 2–3 | 2–1 | 1–2 | 3–1 | 3–1 | 4–2 |
| PON | 1–1 | 1–2 | 3–2 | 0–1 | 3–0 | 3–0 | 3–0 | 1–3 | 3–2 | 1–1 | 0–2 | 3–1 | 2–5 | 1–1 |     | 2–0 | 1–0 | 1–2 | 1–3 | 1–2 |
| SCR | 1–2 | 1–1 | 1–0 | 4–1 | 0–0 | 3–0 | 1–2 | 0–1 | 2–1 | 2–4 | 0–2 | 1–0 | 1–3 | 3–2 | 1–1 |     | 1–1 | 0–3 | 1–3 | 0–4 |
| SAN | 2–0 | 0–0 | 2–0 | 2–0 | 2–1 | 3–0 | 1–1 | 2–0 | 2–1 | 1–0 | 2–1 | 3–2 | 1–0 | 5–1 | 3–1 | 3–1 |     | 1–0 | 0–1 | 0–2 |
| SCA | 2–1 | 1–1 | 0–1 | 2–1 | 3–1 | 2–2 | 1–1 | 0–0 | 1–2 | 0–2 | 1–1 | 0–2 | 0–2 | 2–0 | 1–1 | 2–0 | 2–0 |     | 0–1 | 0–1 |
| SPA | 1–1 | 3–0 | 0–0 | 2–0 | 2–1 | 1–0 | 1–0 | 1–1 | 2–1 | 2–1 | 2–0 | 5–0 | 3–2 | 4–1 | 1–1 | 4–0 | 0–4 | 1–0 |     | 5–1 |
| VAS | 2–1 | 0–0 | 2–4 | 1–0 | 3–1 | 3–1 | 1–1 | 2–0 | 0–0 | 1–1 | 1–1 | 1–1 | 3–1 | 3–0 | 2–2 | 2–1 | 1–1 | 1–2 | 1–1 |     |

## Desempenho por rodada
Clubes que lideraram o campeonato ao final de cada rodada:
| Rodadas | Rodadas | Rodadas | Rodadas | Rodadas | Rodadas | Rodadas | Rodadas | Rodadas | Rodadas | Rodadas | Rodadas | Rodadas | Rodadas | Rodadas | Rodadas | Rodadas | Rodadas | Rodadas | Rodadas | Rodadas | Rodadas | Rodadas | Rodadas | Rodadas | Rodadas | Rodadas | Rodadas | Rodadas | Rodadas | Rodadas | Rodadas | Rodadas | Rodadas | Rodadas | Rodadas | Rodadas | Rodadas |
| ------- | ------- | ------- | ------- | ------- | ------- | ------- | ------- | ------- | ------- | ------- | ------- | ------- | ------- | ------- | ------- | ------- | ------- | ------- | ------- | ------- | ------- | ------- | ------- | ------- | ------- | ------- | ------- | ------- | ------- | ------- | ------- | ------- | ------- | ------- | ------- | ------- | ------- |
| 1       | 2       | 3       | 4       | 5       | 6       | 7       | 8       | 9       | 10      | 11      | 12      | 13      | 14      | 15      | 16      | 17      | 18      | 19      | 20      | 21      | 22      | 23      | 24      | 25      | 26      | 27      | 28      | 29      | 30      | 31      | 32      | 33      | 34      | 35      | 36      | 37      | 38      |
| GRE     | FLU     | SAN     | SAN     | SAN     | CRU     | CRU     | FLU     | SPA     | CRU     | CRU     | SPA     | SPA     | SPA     | SPA     | SPA     | SPA     | SPA     | SPA     | SPA     | SPA     | SPA     | SPA     | SPA     | SPA     | SPA     | SPA     | SPA     | SPA     | SPA     | SPA     | SPA     | SPA     | SPA     | SPA     | SPA     | SPA     | SPA     |

Clubes que ficaram na última posição do campeonato ao final de cada rodada:
| Rodadas | Rodadas | Rodadas | Rodadas | Rodadas | Rodadas | Rodadas | Rodadas | Rodadas | Rodadas | Rodadas | Rodadas | Rodadas | Rodadas | Rodadas | Rodadas | Rodadas | Rodadas | Rodadas | Rodadas | Rodadas | Rodadas | Rodadas | Rodadas | Rodadas | Rodadas | Rodadas | Rodadas | Rodadas | Rodadas | Rodadas | Rodadas | Rodadas | Rodadas | Rodadas | Rodadas | Rodadas | Rodadas |
| ------- | ------- | ------- | ------- | ------- | ------- | ------- | ------- | ------- | ------- | ------- | ------- | ------- | ------- | ------- | ------- | ------- | ------- | ------- | ------- | ------- | ------- | ------- | ------- | ------- | ------- | ------- | ------- | ------- | ------- | ------- | ------- | ------- | ------- | ------- | ------- | ------- | ------- |
| 1       | 2       | 3       | 4       | 5       | 6       | 7       | 8       | 9       | 10      | 11      | 12      | 13      | 14      | 15      | 16      | 17      | 18      | 19      | 20      | 21      | 22      | 23      | 24      | 25      | 26      | 27      | 28      | 29      | 30      | 31      | 32      | 33      | 34      | 35      | 36      | 37      | 38      |
| COR     | PAL     | PAL     | PAL     | PAL     | STC     | STC     | STC     | STC     | STC     | STC     | STC     | COR     | COR     | COR     | COR     | STC     | STC     | STC     | STC     | STC     | STC     | STC     | STC     | STC     | STC     | STC     | STC     | STC     | STC     | STC     | STC     | STC     | STC     | STC     | STC     | STC     | STC     |

## Artilharia
| Gols | Jogador  | Time        |
| ---- | -------- | ----------- |
| 17   | Souza    | Goiás       |
| 14   | Schwenck | Figueirense |
| 13   | Cícero   | Figueirense |
| 13   | Soares   | Figueirense |
| 13   | Tuta     | Fluminense  |

### Hat-tricks
| Jogador         | Clube               | Adversário    | Placar | Data           | Ref.  |
| --------------- | ------------------- | ------------- | ------ | -------------- | ----- |
| Pedro Oldoni    | Atlético Paranaense | Botafogo      | 4–0    | 29 de abril    | [ 2 ] |
| Dodô            | Botafogo            | Vasco da Gama | 4–1    | 25 de maio     | [ 3 ] |
| Rômulo          | Grêmio              | Botafogo      | 4–0    | 17 de setembro | [ 4 ] |
| Obina           | Flamengo            | Fortaleza     | 4–3    | 17 de setembro | [ 5 ] |
| Júnior Maranhão | Santa Cruz          | Cruzeiro      | 4–1    | 9 de novembro  | [ 6 ] |

## Premiação
| Campeonato Brasileiro de Futebol de 2006    |
| São Paulo                                   |
| ------------------------------------------- |
| São Paulo Futebol Clube Campeão (4° título) |

| Pos. | Jogador        | Clube         |
| ---- | -------------- | ------------- |
| G    | Rogério Ceni   | São Paulo     |
| Z    | Fabão          | São Paulo     |
| Z    | Fabiano Eller  | Internacional |
| LD   | Souza          | São Paulo     |
| LE   | Marcelo        | Fluminense    |
| V    | Lucas          | Grêmio        |
| V    | Mineiro        | São Paulo     |
| M    | Zé Roberto     | Botafogo      |
| M    | Renato         | Flamengo      |
| A    | Souza          | Goiás         |
| A    | Fernandão      | Internacional |
| T    | Muricy Ramalho | São Paulo     |

| Pos. | Jogador      | Clube         |
| ---- | ------------ | ------------- |
| G    | Rogério Ceni | São Paulo     |
| Z    | Fabão        | São Paulo     |
| Z    | Índio        | Internacional |
| LD   | Ilsinho      | São Paulo     |
| LE   | Kléber       | Santos        |
| V    | Lucas        | Grêmio        |
| V    | Mineiro      | São Paulo     |
| M    | Wagner       | Cruzeiro      |
| M    | Zé Roberto   | Botafogo      |
| A    | Fernandão    | Internacional |
| A    | Aloísio      | São Paulo     |